# Soera De Twist
Soera De Twist is een soera van de Koran.
Soera 58, Al-Mujadilah, ook wel "De Vrouw die pleitte" genoemd, behandelt verschillende sociale en juridische kwesties binnen de islamitische gemeenschap. De soera opent met de zaak van een vrouw die klaagt over de praktijk van zihar, een pre-islamitische vorm van echtscheiding waarbij een man zijn vrouw verstoot door te zeggen dat ze is als de rug van zijn moeder. Deze praktijk wordt in de soera verboden, en er worden specifieke boetedoeningen voorgeschreven voor degenen die deze uitspraak hebben gedaan.
Daarnaast behandelt de soera onderwerpen zoals het belang van oprechte communicatie binnen de gemeenschap, het vermijden van heimelijke gesprekken die zonde en vijandigheid bevorderen, en het respecteren van bijeenkomsten door ruimte te maken voor anderen. 